# Huétor Tájar (kommunhuvudort)
Huétor Tájar är en kommunhuvudort i Spanien.   Den ligger i provinsen Provincia de Granada och regionen Andalusien, i den södra delen av landet, 400 km söder om huvudstaden Madrid. Huétor Tájar ligger 484 meter över havet och antalet invånare är 9 105.
Terrängen runt Huétor Tájar är kuperad västerut, men österut är den platt. Huétor Tájar ligger nere i en dal. Runt Huétor Tájar är det ganska glesbefolkat, med 36 invånare per kvadratkilometer. Närmaste större samhälle är Loja, 9,8 km väster om Huétor Tájar. Trakten runt Huétor Tájar består till största delen av jordbruksmark.